# 웨스터하우트 49-2
웨스터하우트 49-2 (W49-2)는 H II 영역 웨스터하우트 49에 존재하는 매우 무겁고 밝은 항성이다. 질량은 태양질량의 250배(상당한 불확실성이 존재한다)고 광도는 400만 L☉이상으로 알려진 가장 무겁고 가장 밝은 별 중 하나다.

## 특성
웨스터하우트 49-2는 태양으로부터 약 11.1 킬로파섹 떨어진 H II 영역 웨스터하우트 49 내에 위치한다. 이 별은 K 밴드에서 거의 5등급이나 붉어지며 이는 이 영역의 별 중 가장 큰 값이다. 웨스터하우트 49-2는 O2-3.5If*의 분광형을 갖는 진화된 빗금표 항성으로 분류되며 이 별은 알려진 가장 밝은 별 중 하나로 광도는 4,365,000 L☉이고 온도는 약 35,500 K으로 이는 태양 반경의 55배 이상에 대응한다.

### 불확실성
웨스터하우트 49-2의 특성에는 상당한 불확실성이 존재한다. 질량-광도 관계를 사용한 한 추정치는 90에서 240 M☉ 사이의 질량을 도출한다. 질량은 이론적 상한인 150 M☉보다 높을 가능성이 높고 이는 엑스선이 감지된다면 쌍성일 가능성이 존재함을 의미한다. 웨스터하우트 49-1, 49-2 및 49-12는 모두 밝은 X선원으로 이들은 모두 쌍성일 수 있으며 단독성일 경우의 예상 질량보다 질량이 낮을 수 있음을 의미한다.